# Missing Virgin
Missing Virgin (Virgen perdida) es el nombre filatélico del sello de las Islas Vírgenes Británicas de 1867.

## La descripción
Valor nominal 1 shilling. La estampilla se imprimió en papel blanco y carmín mediante litografía por una firma británica ("Waterlow and Sons") en Londres de matrices impresas, preparadas por la compañía “Nissen and Parker”. Sello es dicroico (carmín y negro) con la imagen la sagrada virgen Ursula. Los pliegos constan de 20 piezas (4 filas en 5 ejemplares) perforadas.

## La historia

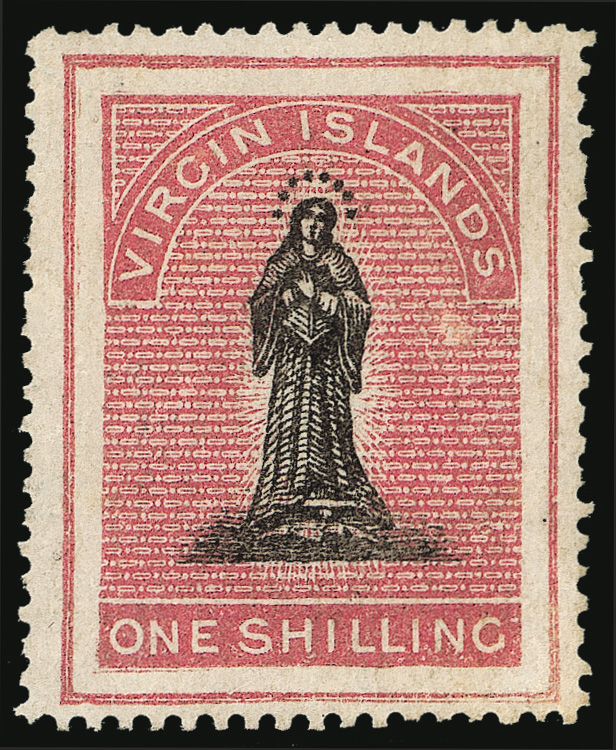
Sello de las Islas Vírgenes de 1867 (Yvert #7)

A fines del siglo XIX el bien conocido filatélico inglés Edward D. Bacon adquiere en la venta en Londres varios libros de segunda-mano. En uno de ellos se revelaban varias matrices de prueba y ensayo de estampillas de British Virgin islands de primera edición y, desconocidas en aquellos tiempos, la estampilla de la segunda emisión con valor de 1 shilling, impresa con errores rarísimos de las estampillas coloniales británicas. Sobre las dos primeras emisiones de las estampillas de las Islas Vírgenes, carmín pálido en 1866-1867, fue impresa santa Ursula. Sobre la estampilla, descubierta por Bacon, en el centro de la imagen, donde el negro debe desarrollar la imagen de la santa, sólo hay una mancha incolora. No existen antecedentes precisos de como ocurrió el error.
De acuerdo a la información de la casa impresora, a la primera estampilla se le aplicó doble prueba en línea de la impresión (de los tonos rosa-carmín y negro) y luego se perforaron. 